# Буртяк Григорій Якович
Григорій Якович Буртяк (нар. 10 січня 1936, село Жабокричка, тепер Чечельницького району Вінницької області — 6 липня 2012, місто Вінниця) — радянський державний діяч, секретар Вінницького обкому КПУ, 1-й секретар Вінницького обкому ЛКСМУ. Кандидат історичних наук.

## Життєпис
Народився в селянській родині. Освіта вища.
Член КПРС з 1957 року.
Перебував на відповідальній комсомольській роботі.
На 1960 рік — завідувач відділу комсомольських організацій Вінницького обласного комітету ЛКСМУ.
У січні 1963 — грудні 1964 року — 1-й секретар Вінницького сільського обласного комітету ЛКСМУ. У грудні 1964 — січні 1968 року — 1-й секретар Вінницького обласного комітету ЛКСМУ.
З січня 1968 року — 2-й секретар Вінницького міського комітету КПУ.
З 19 вересня 1973 по вересень 1978 року — завідувач відділу організаційно-партійної роботи Вінницького обласного комітету КПУ.
У вересні 1978 — 1991 року — секретар Вінницького обласного комітету КПУ з ідеології.
З 1991 по 2012 рік — доцент кафедри політології і права Вінницького національного технічного університету; доцент кафедри філософії та суспільно-політичних дисциплін Вінницького державного педагогічного університету імені Михайла Коцюбинського.

## Нагороди і звання
- орден Трудового Червоного Прапора
- орден
- медалі